# Marimbault
Marimbault település Franciaországban, Gironde megyében. Lakosainak száma 191 fő (2022. január 1.). Marimbault Bazas, Bernos-Beaulac, Cudos, Lignan-de-Bazas és Pompéjac községekkel határos.

## Népesség
A település népességének változása:
| Lakosok száma | 96   | 77   | 83   | 136  | 187  | 191  | 186  | 183  | 181  | 191  |
|               | 1968 | 1982 | 1990 | 2006 | 2013 | 2015 | 2017 | 2019 | 2020 | 2022 |